# Sinocorophium homoceratum
Sinocorophium homoceratum is een vlokreeftensoort uit de familie van de Corophiidae. De wetenschappelijke naam van de soort is voor het eerst geldig gepubliceerd in 1938 door Yu.